# EYEBALL EXERCISES
『EYEBALL EXERCISES』は、日本のロックバンド、BEAT CRUSADERSのVHS作品である。2000年9月20日、LASTRUMよりリリース。

## 概要
BEAT CRUSADERS初のビデオおよび映像作品。LASTRUMで唯一そしてインディーズやメジャーを含めてバンドのVHS作品は本作のみである。
現在は販売終了でDVD化されていないが、内容の大半は全て後の『1999-2003 LASTRUM YEARS』に吸収されている。

## 収録曲

### PV
- E.C.D.T.
- 99Luftballons
- FIRESTARTER
- WINDOM
- RATS ME (LIVE @ SHINJUKU LOFT. 2000.4.20)
- YEAH YEAH YEAH YEAH YEAH